# Sara Takanashi
Sara Takanashi (født 8. oktober 1996) er en japansk skihopper. Hun vandt 55 skihopkonkurrencer og er dermed disciplinens mest succesfulde kvindelige atlet.[kilde mangler]